# Saitonia ojiroensis
Saitonia ojiroensis är en spindelart som först beskrevs av Saito 1990.  Saitonia ojiroensis ingår i släktet Saitonia och familjen täckvävarspindlar. Inga underarter finns listade i Catalogue of Life.